# Jan Buiter

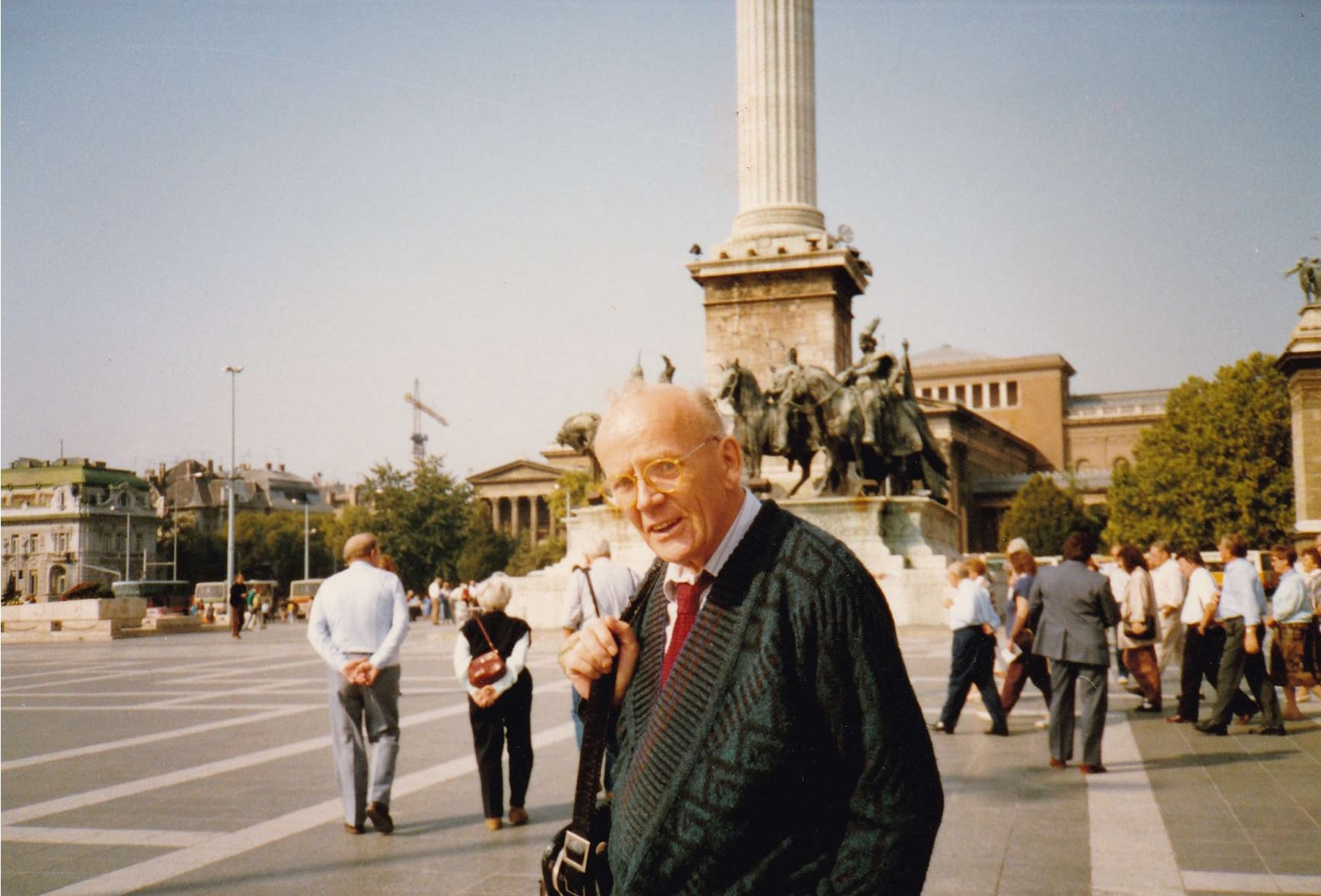
Jan Buiter

Jan Hendrik Buiter (1923 – 2001) was een Nederlands bedrijfskundige en verzetsstrijder. Buiter was de eerste hoogleraar Bedrijfskunde in Nederland met als leeropdracht Bedrijfskunde en Bedrijfssociologie aan de Erasmus Universiteit te Rotterdam (1968 – 1988).

## Biografie
Buiter studeerde economie aan de (gemeentelijke) Universiteit van Amsterdam. Tijdens de oorlog leidde Jan Buiter de verzetsgroep Jan Blok in Twente. In juni 1944 als gevolg van verraad door Johnny de Droog. Hij werd via Kamp Vught en Kamp Amersfoort naar het werkkamp Dieburg in Duitsland getransporteerd. Daar werd hij in april 1945 bevrijd door de geallieerden. Voor zijn verzetswerk is hij in 2003 postuum, onderscheiden met de Yad Vashem-onderscheiding. Na de oorlog voltooide hij zijn studie.
Na zijn studie werd hij consultant bij Berenschot. In 1961 maakte hij de overstap naar de Universiteit van Leiden om docent en onderzoeker te worden onder prof. dr. J.A.A. van Doorn. In 1966 werd hij bij de Nederlandse Economische Hogeschool (NEH, de voorloper van de huidige Erasmus Universiteit) benoemd tot lector in de economische sociologie met inbegrip van de bedrijfssociologie. Zijn inaugurele rede over de sociaaleconomische organisatie van Nederland trok landelijk de aandacht. In 1968 verscheen zijn proefschrift Modern Salariaat in Wording, van arbeidersklasse naar werknemersstand. Datzelfde jaar werd hij benoemd tot hoogleraar in de Bedrijfskunde en in het bijzonder de Bedrijfssociologie. In die rol was hij betrokken bij de oprichting van de (sub)faculteit Bedrijfskunde van de huidige Erasmus Universiteit in Rotterdam. In 1988 ging hij met emeritaat.

## Publicaties
- J.H. Buiter et al.: Lager Vakbondskader als communicatieschakel, Socialisme en Democratie, januari 1962
- J.H. Buiter et al.: Wallenburg en Poppe: Bedrijvenwerk-medewerkers in de vakbeweging, Socialisme en Democratie, maart 1962
- J.H.Buiter et al.: Verschuivingen in de arbeidsvoorzieningen, 1963, Rijksuniversiteit Leiden en Nederlandse Economische Hogeschool, uitgever Stenfert Kroese
- J.H.Buiter, Partijen en strategieën in het arbeidspolitieke spel, openbare les bij de aanvaarding van het lectoraat in de economische sociologie met inbegrip van de bedrijfssociologie op 28 april 1966
- J.H.Buiter, Modern salariaat in wording, Rotterdam Universitaire Press 1968
- J.H.Buiter, Commercieel beleid en Ondernemingsorganisaties Rotterdam, 1968
- J.H.Buiter, inleidende opmerkingen Arbeidssociologie, college jaar 69/70
- J.H.Buiter, De speelruimte in het arbeidsbeleid 1969
- J.H.Buiter, Beleids- en onderzoeksstrategieën –tactieken, voorjaar 1970
- J.H.Buiter, Aantekeningen over de “methode” bij institutie sociologisch onderzoek, November 1974
- J.H.Buiter, Weg met de wetenschap, leve de verbaasde kabouter. Tekst afscheidscollege, gepubliceerd in M&O jaargang 1989, nr. 3

- International Standard Name Identifier: 0000 0003 9509 6617
- Nederlandse Thesaurus van Auteursnamen: 068408978
- Virtual International Authority File: 289795636
- WorldCat: E39PBJmHCcbKXyrctjvVXC6h73